# لانگنالتایم
لانگنالتایم (به آلمانی: Langenaltheim) یک شهر در آلمان است که در وایسنبورگ-گونتسنهاوزن واقع شده‌است.